# Rolf Aggestam
Rolf Aggestam (21. prosince 1941 Stockholm – 27. prosince 2020) byl švédský básník, spisovatel a překladatel.
V období 1973 až 1976 byl redaktorem Lyrikvännen. Překládal díla Walta Whitmana.

## Literární dílo
- Ditt hjärta är ett rött tåg 1973
- Glimmer 1975
- Rost 1979
- Häpp, hopp 1980
- Med handen om pennan 1986
- Foder 1992
- Niagara! 1994
- Att flå en blixt 1998
- I detta ögonblick 2003

## Ocenění
- Sveriges Radios Lyrikpris 1986
- Cena Eyvinda Johnsona 1995
- De Nios Vinterpris 1997
- Cena Gerarda Bonniera za lyriku 1999